# 徳田譲甫
徳田 譲甫（とくだ じょうすけ、1855年4月8日（安政2年2月22日） - 1931年（昭和6年）11月15日）は、日本の政治家、衆議院議員（1期）。

## 経歴
山口県出身。漢学を学ぶ。農業を営み、井関村会議員、同村長、吉敷郡会議員、山口県会議員、同副議長、所得税調査委員、徴兵参事員、勧業諮問会員、小郡銀行、宇部鉄道(株)各取締役、防長農工銀行監査役、(株)防長種畜場社長となる。
1908年の第10回衆議院議員総選挙において山口県郡部から立憲政友会公認で立候補してトップ当選する。衆議院議員は1期務め、1912年の第11回衆議院議員総選挙には出馬しなかった。1931年に死去した。